# 2011 CQ1
2011 CQ1 je blízkozemní planetka, objevená 4. února 2011, kdy proletěla velmi blízko Země a vytvořila tak rekord v blízkosti přiblížení (11 900 km od středu Země). Její průměr byl kolem jednoho metru.
Nejbližší průlet znamenal také nejvýraznější změnu dráhy, jakou astronomové ve sluneční soustavě pozorovali. Planetka 2011 CQ1 změnila svou dráhu o celých 60° a ustálila se na úplně nové oběžné dráze. Zároveň došlo ke změně zařazení planetky z třídy Apollo do třídy Aten.